# إدغار إم. لازاروس
إدغار إم. لازاروس (بالإنجليزية: Edgar M. Lazarus) هو مهندس معماري أمريكي، ولد في 6 يونيو 1868 في بالتيمور في الولايات المتحدة، وتوفي في 2 أكتوبر 1939 في بورتلاند في الولايات المتحدة.